# 即墨县
即墨县为中国山东省旧县名，大体上是今天青岛市即墨区、崂山区等地。

## 历史
“即墨”因故城（位于今平度市古岘镇大朱毛村一带）地临墨水河而得名，其名称最早出现在《战国策》、《国语》、《史记》等历史典籍中。东周时期就是齐国通商名衢，秦代置县，汉初成为胶东政治、经济、文化中心，隋朝不其县并入即墨县，建城于现址，已有1400多年建城史。唐朝时，即墨县属莱州、東萊郡。
即墨县明清时期一度归属莱州府、胶州直隶州管辖，清末胶州直隶州析出胶州湾沿岸地区设立德国胶澳租借地（今属青岛市），即墨县的境域缩小。民国时期即墨县一度划为青岛市即墨区。
1949年，即墨县划为15个区、3个镇。1950年，即墨县属胶州专区。1951-1952年建乡，即墨县划为172个乡。1956年即墨、即东两县合并划为18个区。1957年改为15个区，2个镇；1958年成立37个人民公社，后合并为30个。即墨城墙在1950年代拆除。
1961年，将城阳、棘洪滩、马戈庄、河套、阴岛五个公社划归崂山区；即墨改为24个公社，属烟台专区。1963年改为26个公社。1972年改为30个公社。1978年即墨县划归青岛市。1984年以公社的范围为基础划为10个镇、20个乡。以后有15个乡先后撤乡设镇。1989年7月27日，即墨县撤销，原处设立即墨市（县级）。